# Wahszijja
Wahszijja (arab. وحشية) – wieś w Syrii, w muhafazie Aleppo. W 2004 roku liczyła 272 mieszkańców.